# ناتاشا پاری
ناتاشا پاری (انگلیسی: Natasha Parry; ۲ دسامبر ۱۹۳۰ – ۲۲ ژوئیهٔ ۲۰۱۵) هنرپیشه اهل بریتانیا بود.
از فیلم‌ها یا برنامه‌های تلویزیونی که وی در آن نقش داشته‌است می‌توان به رومئو و ژولیت، مرد تاریکی، اوه! چه جنگ دوستداشتنی، و ملاقات با مردمان برجسته اشاره کرد.